# Giuseppe Maria Sebastiani
Giuseppe Maria Sebastiani (Caprarola, 21 febbraio 1623 – Città di Castello, 15 ottobre 1689) è stato un vescovo cattolico italiano.
Appartenente all'ordine dei carmelitani scalzi, venne inviato in India alla metà del Seicento per evitare lo scisma malankarese. Tornato a Roma, fu consacrato vescovo e mandato una seconda volta in India come primo vicario apostolico del Malabar. Più tardi. dopo avere compiuto una missione nelle isole dell'Egeo, divenne vescovo di Bisignano (1667-1672) e di Città di Castello (1672-1689).

## Missione in India
Nel territorio indiano allora governato dai portoghesi, sorse nel 1653 un conflitto fra Francisco Garcia Mendes, nuovo arcivescovo di Cranganore, che voleva esercitare il governo episcopale come in Europa, e l'arcidiacono Thomas Parampil, che voleva ritenere gli ampi poteri del suo ufficio attribuitigli secondo le tradizioni dei cristiani di San Tommaso. In tale contesto circa 25.000 cristiani locali, sotto la guida dell'arcidiacono, si riunirono a Mattancherry (Kerala, India) e, intorno alla "Croce di Coonan" (croce pendente), giurarono di non accettare mai dei vescovi gesuiti. Pochi mesi più tardi, senza partecipazione alcuna di un vescovo, dodici presbiteri conferirono una consacrazione episcopale all'arcidiacono, in seguito denominato dai suoi seguaci Mar Thoma. Questo passo gli è stato suggerito da un personaggio chiamato Ahatallah che si era presentato ai cristiani di San Tommaso come vicario del Papa.
In considerazione di tale situazione e dell'ostilità della popolazione verso i gesuiti, papa Alessandro VII (1655-1667) inviò in Kerala come delegato/commissario apostolico il carmelitano scalzo Giuseppe Maria Sebastiani (in religione Giuseppe di Santa Maria). Partito il 22 febbraio 1566, il Sebastiani arrivò nel gennaio dell'anno seguente in India, dove incontrò il confratello Matteo di San Giuseppe, noto botanico, medico e linguista, che ci si trovava già e che diventò suo compagno e collaboratore. Rimase otto mesi e alla fine ottenne la riconciliazione di un buon numero (circa un terzo) dei dissidenti. Di ritorno a Roma nel gennaio 1568, fu ordinato vescovo e nominato vicario apostolico per i cristiani di san Tommaso. Tornato in India, riuscì ad ottenere l'adesione di circa due terzi dei cristiani di san Tommaso, mentre Mar Thoma (Thomas Parampil) conservò la fedeltà di un terzo.
L'8 gennaio 1663 avvenne la resa della guarnigione portoghese di Cochin alla Compagnia olandese delle Indie orientali, e i cristiani di San Tommaso passarono dal dominio dei portoghesi cattolici a quello degli olandesi protestanti, che espulsero i missionari cattolici. Rimase però Padre Matteo di San Giuseppe, che collaborò assieme a numerosi indigeni con il governatore olandese Hendrik van Rheede nella produzione della famosa opera monumentale di botanica Hortus Malabaricus The Garden of Malabar(1678), di cui il governatore era redattore, e contribuì a rendere più mite l'atteggiamento delle autorità olandesi nei riguardi di missionari cattolici.
In vista dell'espulsione dei religiosi cattolici europei, monsignor Sebastiani amministrò la consacrazione episcopale al sacerdote del Kerala Chandy (Alessandro) Parampil, eletto dagli altri capi delle chiese fedeli a Roma, il quale così divenne il primo fra i cristiani di san Tommaso ad essere regolarmente ordinato vescovo, visto che per tradizione essi dipendevano interamente dalla Chiesa d'Oriente in Mesopotamia per ricevere vescovi e la consacrazione di Mar Thoma (Thomas Parampil), cugino di Chandy, avvenne per le mani di presbiteri, non di un vescovo.
Nel 1665 arrivò in una barca olandese un vescovo ortodosso orientale. Non era di quella Chiesa siriaca orientale di tradizione nestoriana, alla quale tradizionalmente i cristiani di San Tommaso erano uniti (Chiesa d'Oriente, poi Chiesa cattolica caldea). Apparteneva invece alla Chiesa ortodossa siriaca, di fede miafisita. A lui aderirono molti dei cristiani ribelli contro le autorità portoghesi/cattoliche. Anche se all'inizio egli accettò di celebrare la loro liturgia tradizionale, introdusse il rito antiocheno e mise i suoi fedeli in relazione con il patriarca siriaco occidentale, dando origine alla Chiesa malankarese, che usa la Liturgia di san Giacomo, mentre la Chiesa cattolica siro-malabarese continua ad usare l'Anafora di Addai e Mari.

## Pubblicazioni
Sebastiani scrisse tre libri (dei quali uno pubblicato postumo):
- Prima speditione all'Indie orientali (Roma 1666),
- Seconda speditione all'India orientali (Roma 1672)
- Viaggio e navigatione di Monsignor Sebastiani P. Giuseppe di S. Maria ... nell'andare e tornare dall'Arcipelago (Roma, 1697)

## Genealogia episcopale e successione apostolica
La genealogia episcopale è:
- Cardinale Scipione Rebiba
- Cardinale Giulio Antonio Santori
- Vescovo Placido della Marra
- Cardinale Melchior Khlesl
- Cardinale Giovanni Battista Maria Pallotta
- Vescovo Ambrogio Landucci, O.S.A.
- Vescovo Giuseppe Maria Sebastiani, O.C.D.

La successione apostolica è:
- Vescovo Alexandre de Campo (1663)